# Židikai
Židikai est une commune du nord-est de la Lituanie (Apskritis de Telšiai). Elle est située à 21 km de Mažeikiai. Elle a 536 habitants (2003).

## Histoire
Avant la Seconde Guerre mondiale, le village était un shtetl et la communauté juive représentait 89 % des habitants. Au cours de l'été 1941, plusieurs centaines de juifs sont assassinés lors d'exécutions de masse perpétrées par un einsatzgruppen d'allemands assisté de collaborateurs lituaniens.
Entre 1915 et 1930, la célèbre écrivaine Šatrijos Ragana habita cette commune où il y a une église et une école.

## Galerie

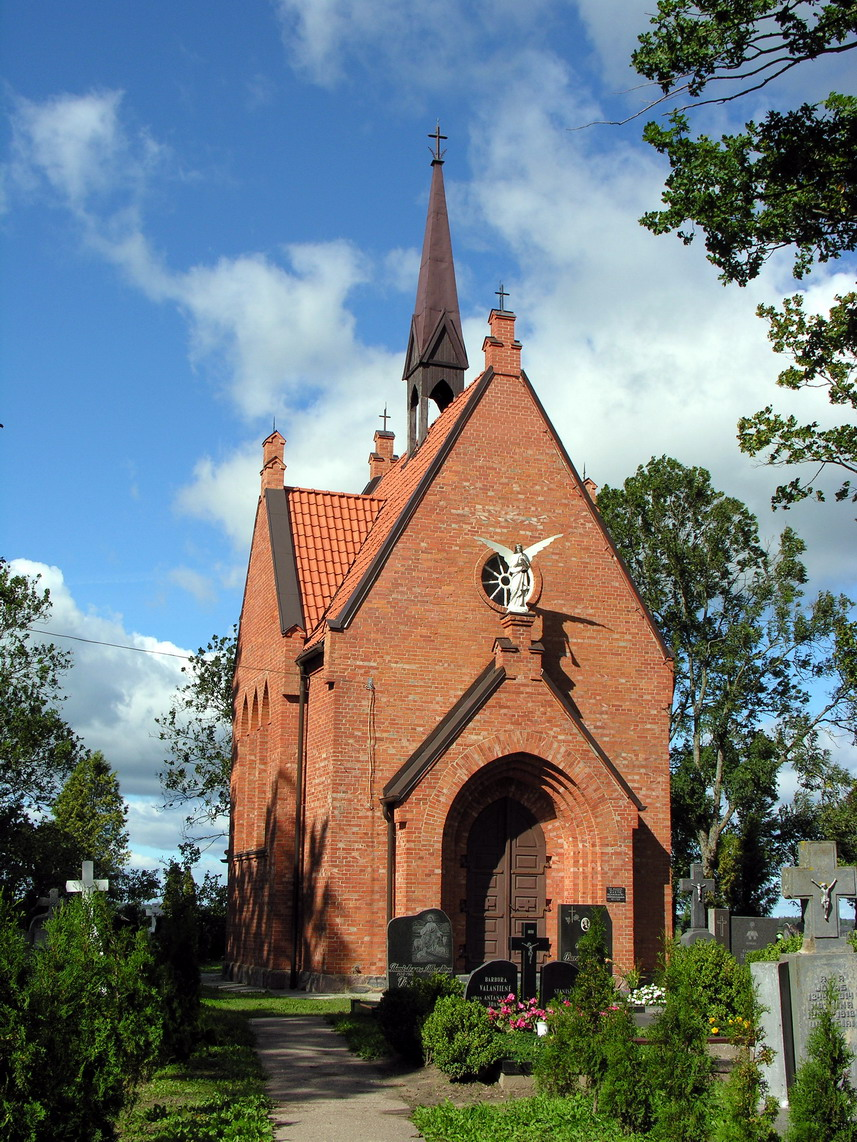
Tombe de l’écrivain Šatrijos Ragana
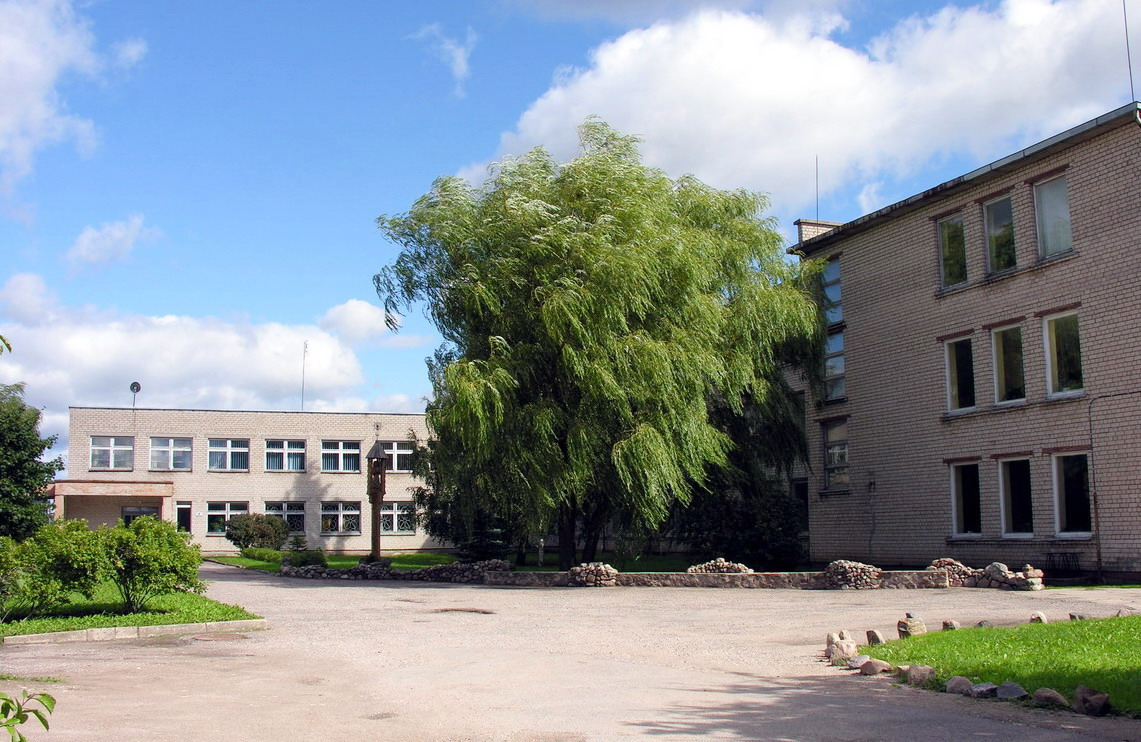
École de Marija Pečkauskaitė
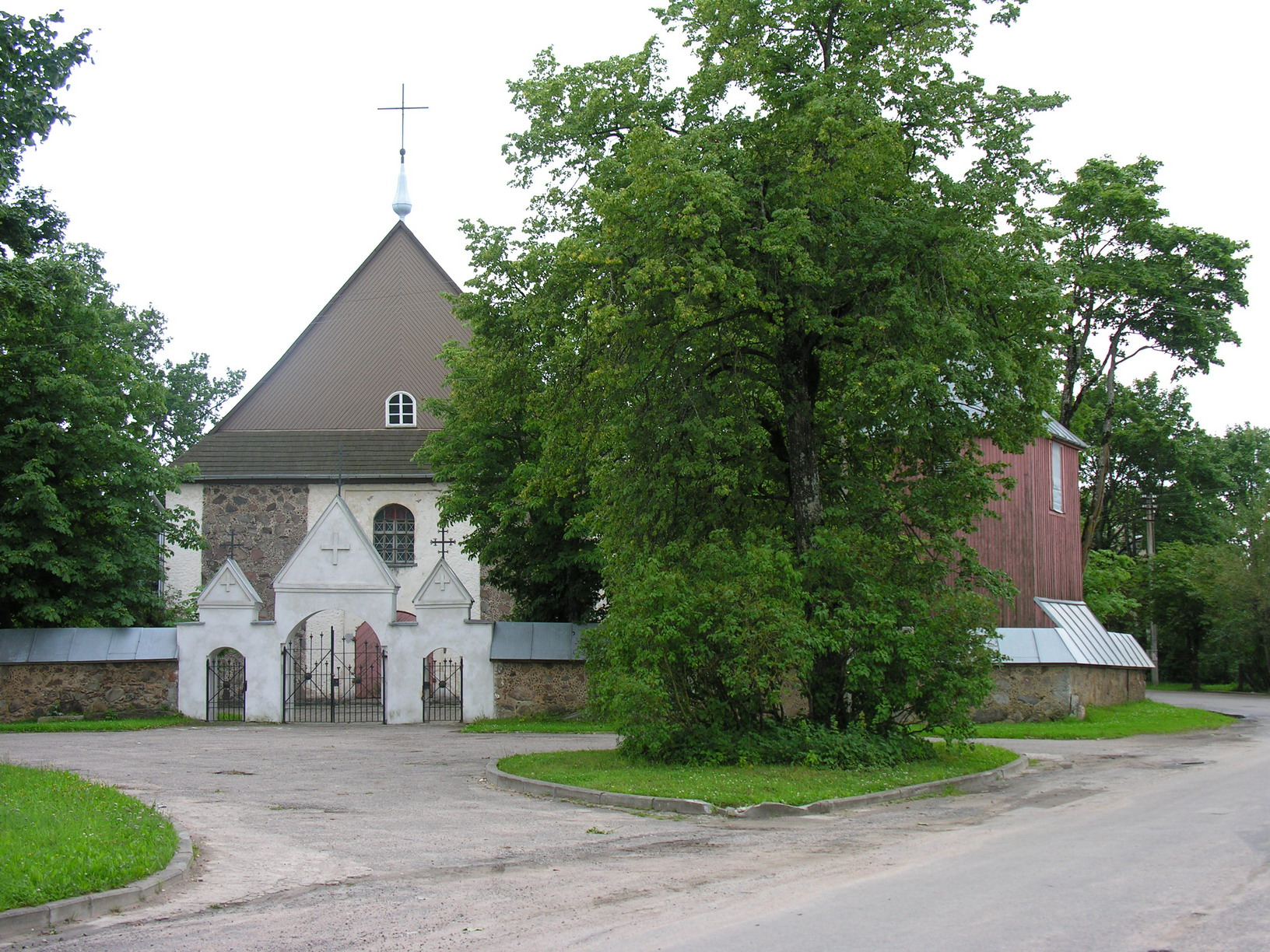
Église de Saint Jean à Židikai
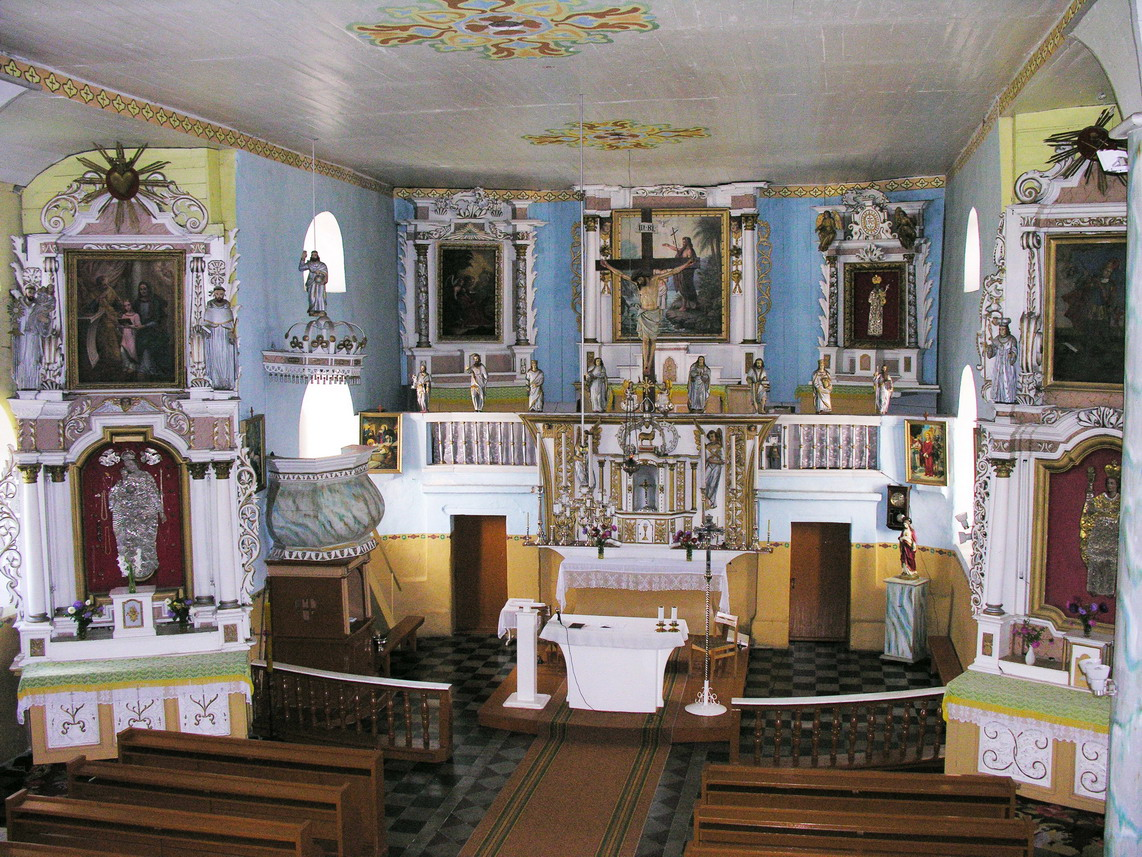
Église de Saint Jean